# Pirovano
Pirovano es una localidad del partido de Bolívar, provincia de Buenos Aires, Argentina.

## Ubicación
Se encuentra a 61 km al sudoeste de la ciudad de San Carlos de Bolívar a través de la ruta provincial 65 y a 30 km de Daireaux.

## Historia
En 1909, Rodolfo Pirovano donó las tierras donde en 1899 fue construida la estación ferroviaria. Años más tarde, decide la fundación del pueblo para honrar la memoria de su padre, el médico Ignacio Pirovano (1844 - 1895),cirujano. 
El 5 de febrero de 1905 ocurrió, en la estación, un episodio trágico de la historia argentina, conocido como “Masacre de Pirovano”. Consistió en un enfrentamiento que se produjo entre una columna militar proveniente de Bahía Blanca, que adhería a la Revolución Radical encabezada por Hipólito Yrigoyen y fuerzas oficialistas, lideradas por el presidente Manuel Quintana. Este suceso dejó un saldo de 18 muertos y 30 heridos. Hoy pueden observarse en la estación, los impactos de bala que quedaron marcados en las paredes y una referencia histórica del acontecimiento.

## Población
Cuenta con 1551 habitantes (Indec, 2010), lo que representa un leve incremento del 1% frente a los 1536 habitantes (Indec, 2001) del censo anterior.

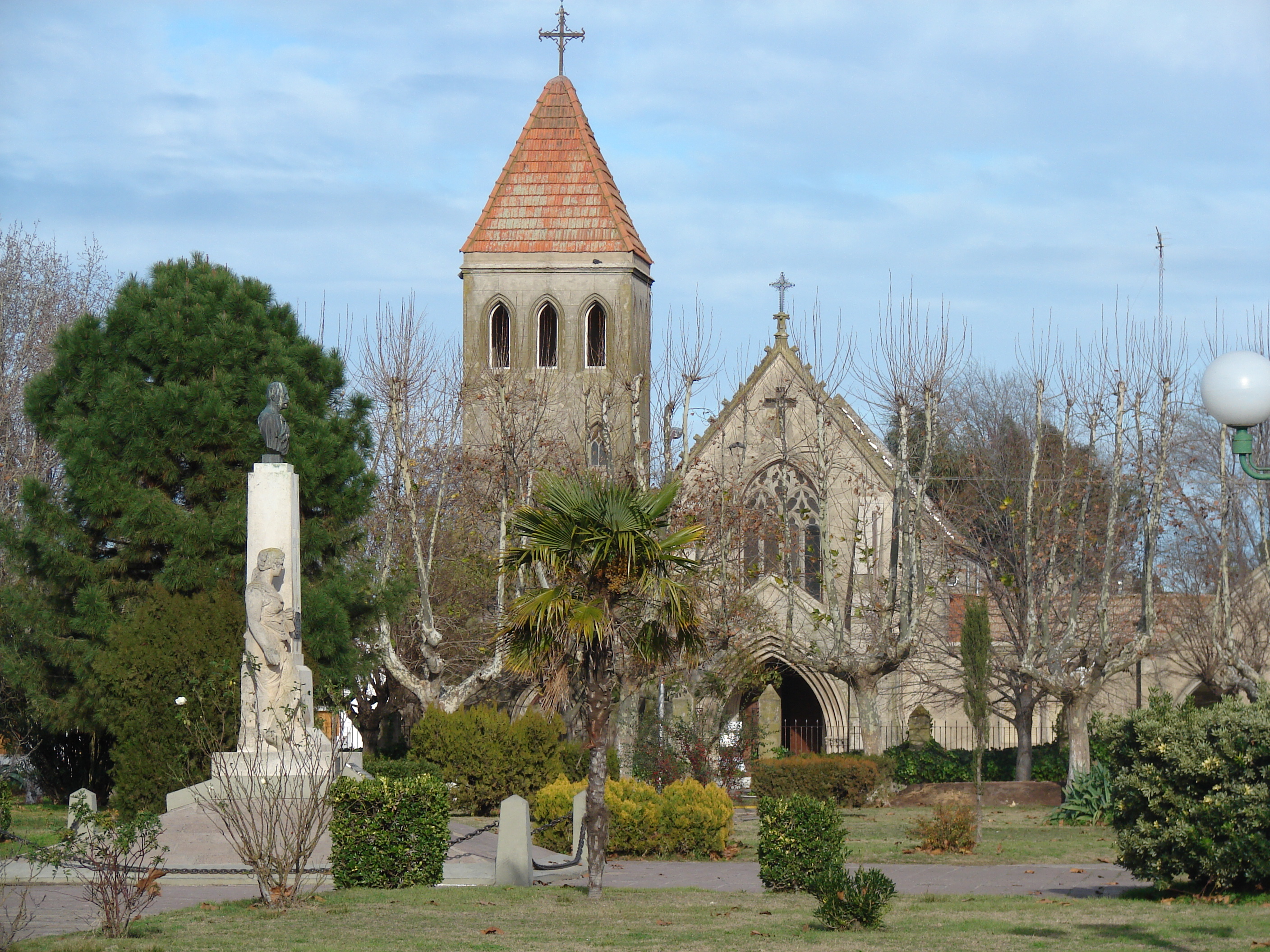
Parroquia Jesús Crucificado.[https://open.substack.com/pub/pirovanoayeryhoy/p/parroquia-jesus-crucificado?r=40q0yz&utm_campaign=post&utm_medium=web

| Gráfica de evolución demográfica de Pirovano entre 1991 y 2010 |
|                                                                |
| Fuente: Censos nacionales del INDEC                            |

## Atractivos turísticos
La localidad cuenta con diferentes atractivos: La fiesta del Chorizo Seco, Canta Pirovano, la iglesia Jesús Crucificado, de estilo gótico normando. También puede practicarse la pesca deportiva del pejerrey en la laguna El Tordillo y disfrutar de la tranquilidad y la naturaleza del lugar.
Cuenta con dos ciudades importantes con Bolívar a 60 km y Daireaux a 25 km.

## Medios de Comunicación
Televisión:
Cable Color Pirovano ofrece una interesante variedad de canales y, además, un canal con programación local.
Sitio Web:
El sitio Pirovano Ayer y Hoy, es un espacio donde, gracias a la colaboración de muchos Pirovanenses "memoriosos", pero principalmente generosos, hemos ido armando para que quede una referencia a las generaciones jóvenes y futuras el cómo se formó el Pueblo y que no se pierdan con el tiempo, detalles importantes. Hemos logrado reunir importante información que esperemos sea valiosa para quienes lo visitan.
Medios escritos:
El colegio secundario imprime esporádicamente revistas sociales con noticias de la localidad.
Medios de comunicación Radial local
FM Sentir Pirovano en su frecuencia 104.3 ofrece las 24hs programación con información local y zonal, además cuenta con espacios de programas con juegos y cultura general,  música. FM Alpha 100.5 con variada programación para todos los gustos y todas las edades.

## Parroquias de la Iglesia católica en Pirovano
| Diócesis  | Azul              |
| --------- | ----------------- |
| Parroquia | Jesús Crucificado |